# Didaktik Gama
Didaktik Gama (Gama) је кућни рачунар, производ фирме Didaktik који је почео да се израђује у Словачкој током 1987. године.
Користио је Z80A као централни микропроцесор а RAM меморија рачунара Gama је имала капацитет од 80 KB (16 KB + 2 x 32 KB).

## Детаљни подаци
Детаљнији подаци о рачунару Gama су дати у табели испод.
|                       |                                                                            |
| [ 1 ]                 |                                                                            |
| Произвођач            |                                                                            |
| Тип                   | кућни рачунар                                                              |
| Меморија              | 80 (16 + 2 x 32 KB)                                                        |
| Поријекло             | Словачка                                                                   |
| Година                | 1987                                                                       |
| Тастатура             | тастатура са пуним помаком тастера, Синклер стил, 40 тастера, ресет тастер |
| Процесор              |                                                                            |
| Фреквенција процесора | непознато                                                                  |
| RAM                   | 80 (16 + 2 x 32 KB)                                                        |
| ROM                   | 16 KB                                                                      |
| Текст                 | 32 стубова x 24 линија                                                     |
| Графика               | 256 x 192 тачака                                                           |
| Боја                  | 8                                                                          |
| Звук                  | мали звучник (1 глас, 5 октава)                                            |
| Димензије             | 27 (ширина) x 16,5 (дубина) x 3,6 (висина)                                 |
| Портови               |                                                                            |
| Оперативни систем     |                                                                            |